# ÖBB 5047
Die Reihe 5047 der Österreichischen Bundesbahnen (ÖBB), Raaberbahn (GySEV) und der Steiermarkbahn sind Dieseltriebwagen für den Regionalverkehr, insbesondere auf Nebenstrecken. Der Einsatz im Planverkehr begann 1987. 100 Triebwagen wurden von den Jenbacher Werken für die ÖBB gebaut, je zwei weitere, fast baugleiche Triebwagen an die GySEV und die Steiermärkischen Landesbahnen (heute Steiermarkbahn) geliefert. Ein weiteres Fahrzeug wurde als Triebwagen T4 für den Einsatz auf der Kleinbahn Niebüll–Dagebüll nach Nordfriesland (Norddeutschland) geliefert.

## Geschichte
Von den ÖBB wurde 1983 ein Auftrag für sechs neue Dieseltriebwagen nach dem Vorbild der deutschen Baureihe 627 an die Jenbacher Werke vergeben. Das erste Fahrzeug wurde im Juli 1987 fertiggestellt und bei einer internationalen Pressefahrt nach Rosenburg am Kamp präsentiert. Nach erfolgreichem Einsatz auf den Strecken des Schweinbarther Kreuzes im niederösterreichischen Weinviertel, wo die sechs 5047 in einem rasch konzipierten „Sonderplan“ verwendet wurden, wurden für die ÖBB insgesamt 100 Triebwagen mit geänderten Marschwandlern der Reihe 5047 und fünf Doppeltriebwagen (10 Einzelfahrzeuge) der Reihe 5147 gebaut.
Die Reihen 5047 und später 5147 ersetzten die alten Reihen 5044, 5144, 5145, 5146 und 5081, die teilweise noch aus der Zwischenkriegszeit stammten, technisch veraltet und am Ende ihrer wirtschaftlichen Nutzungsdauer angelangt waren. Im Gegensatz zu lokbespannten Zügen können die Triebwagen im Einmannbetrieb ohne Zugbegleiter (ÖBB-Bezeichnung „0:0“) gefahren und somit Personalkosten reduziert werden, da der Triebfahrzeugführer auch den Fahrscheinverkauf durchführen kann. Später wurden alle Fahrzeuge mit Fahrscheinautomaten ausgestattet, dies macht heute den Fahrscheinverkauf durch den Triebfahrzeugführer obsolet. Mit dem Einsatz dieser Fahrzeuge konnten die ÖBB auf zahlreichen Nebenstrecken eine Verbesserung des wirtschaftlichen Ergebnisses erzielen.

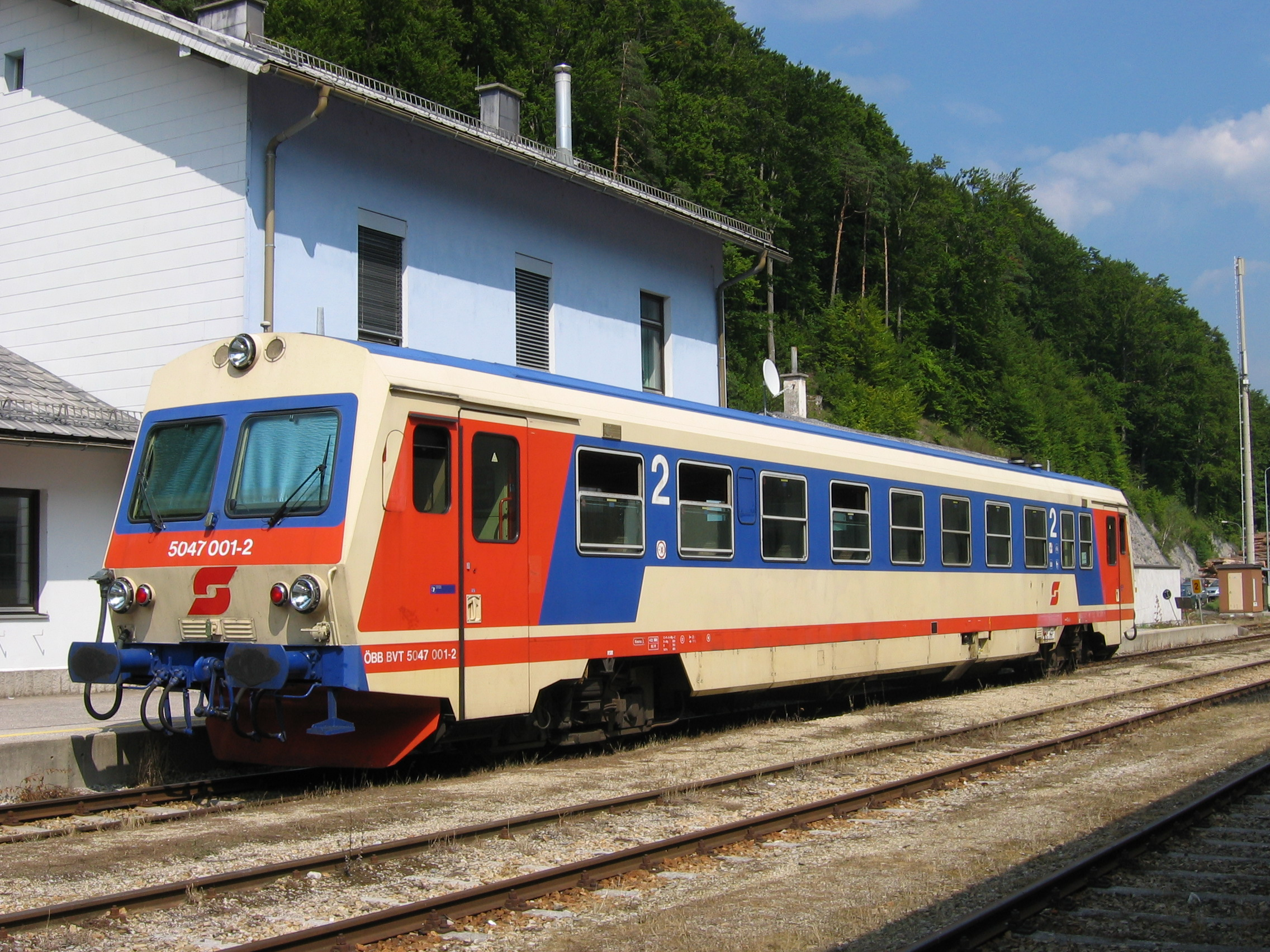
5047 001 in ursprünglicher, elfenbein-ultramarinblau-blutoranger Lackierung mit altem ÖBB-Logo Pflatsch

In den 1990er Jahren ereignete sich auf den Sekundärbahnen vor allem in Niederösterreich und dem Burgenland eine Reihe an Frontalzusammenstößen, wo auch einige Triebwagen der Reihe 5047 beteiligt waren. Darunter waren auch zwei Unfälle auf der Schneebergbahn innerhalb von eineinhalb Monaten. Alle Unfallfahrzeuge wurden damals instand gesetzt. Beteiligt waren 5047 004, 060, 047, 001, 021 und 094., Details siehe Liste von Eisenbahnunfällen in Österreich.
Der Erfolg der Triebwagen veranlasste die beiden österreichischen Privatbahnen Steiermärkische Landesbahnen (heute Steiermarkbahn und Bus GmbH) und Raab-Ödenburg-Ebenfurter Eisenbahn (heute GYSEV Raaberbahn AG) ebenfalls zur Anschaffung von je zwei Fahrzeugen dieser Baureihe, die nach ÖBB-Regeln abgenommen wurden. Zum „Kilometerausgleich“ für den Einsatz von ÖBB-Fahrzeugen auf den Privatbahnen kamen diese Triebwagen auch auf ÖBB-Strecken zum Einsatz. Im Unterschied zu den ÖBB-Triebwagen haben die Privatbahnfahrzeuge Rollbandanzeigen für das Fahrtziel an den Fronten.
Weiters beschaffte die NVAG (heute Norddeutsche Eisenbahngesellschaft Niebüll) einen Triebwagen, welcher auf der Strecke Niebüll – Dagebüll im Einsatz steht. Dieser hat eine andere Inneneinrichtung mit erster und zweiter Klasse.

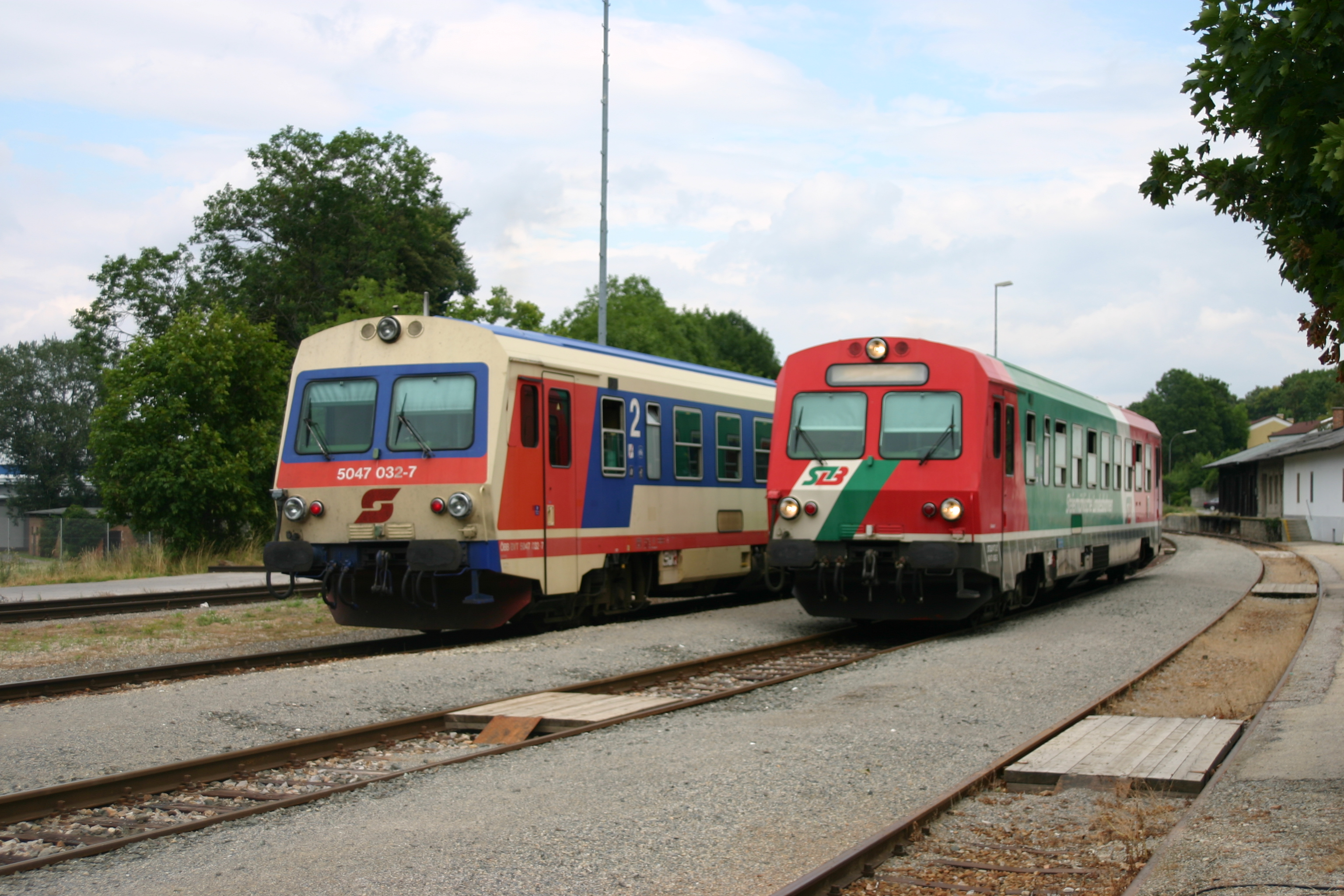
5047 der ÖBB und der StLB
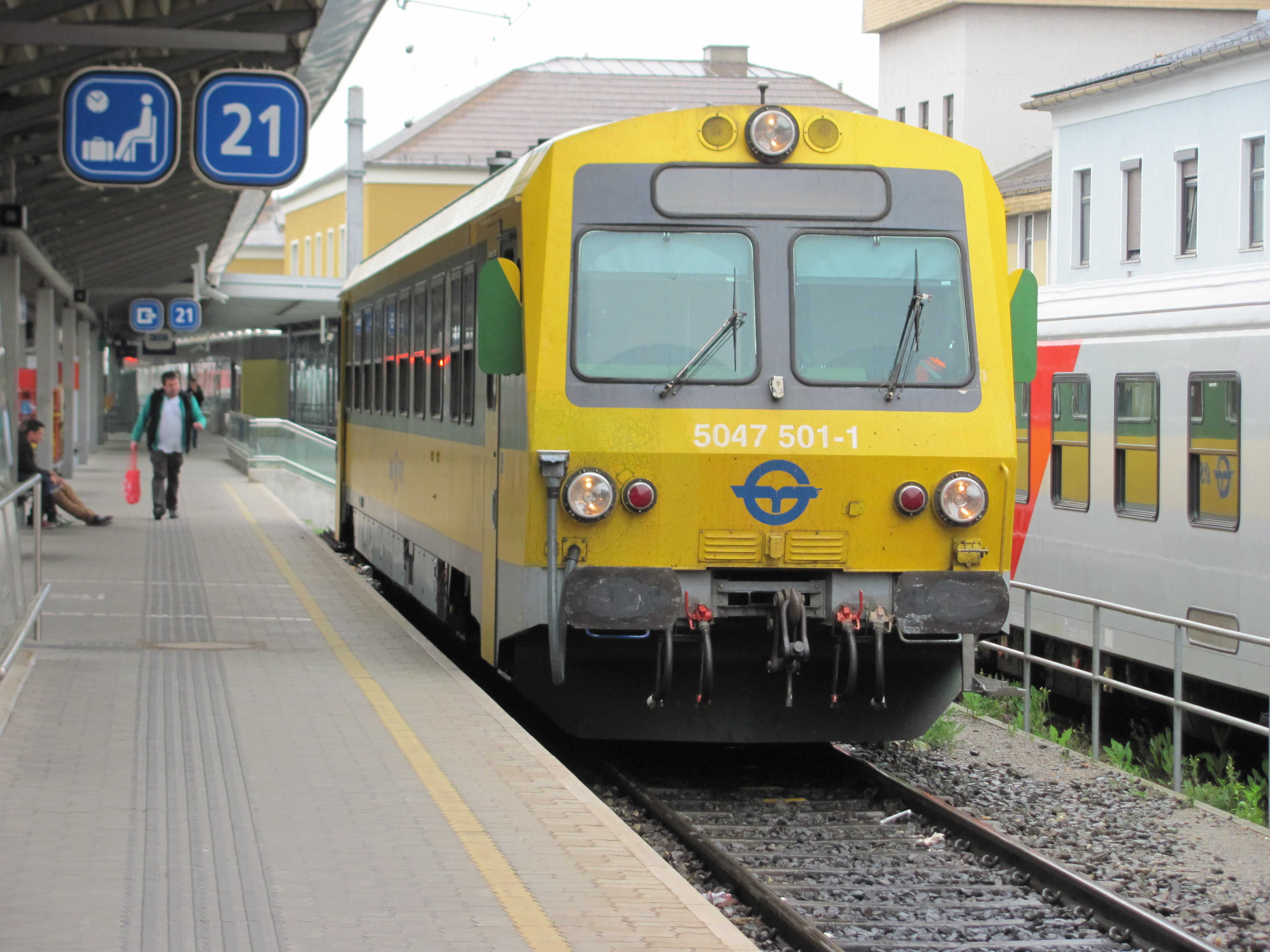
5047 der Raaberbahn
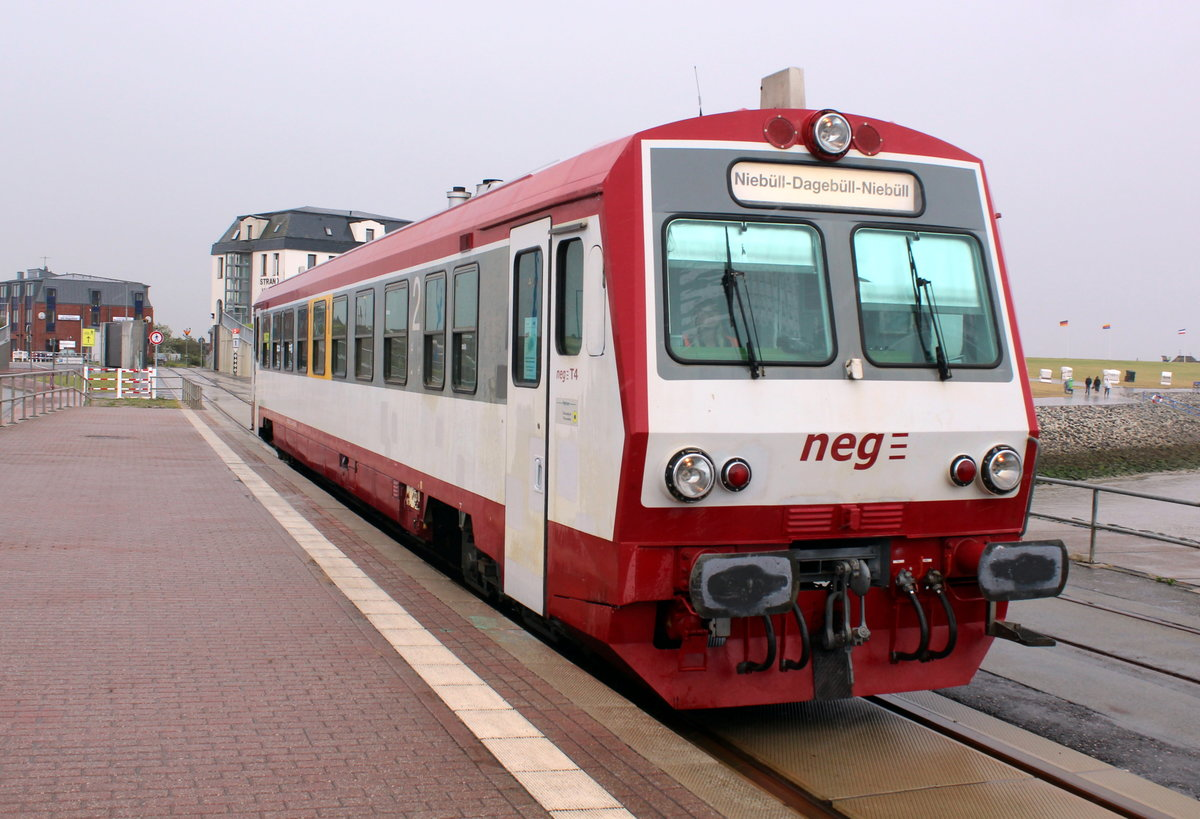
neg T4

### Verworfene Varianten
Ursprünglich gab es Pläne, passende Steuerwagen zu beschaffen. Dazu wurde sowohl ein Neubau als auch ein Umbau von bestehenden Reisezugwagen, konkret der ÖBB Inlandsreisezugwagen, in der Hauptwerkstätte St. Pölten der ÖBB erwogen. Der Solo-5047 kostete damals 27 Mio. ATS, ein Steuerwagen wäre mit 22 Mio. ATS kaum günstiger gekommen. Daher kam für den 5147 die Lösung als Doppeltriebwagen in Form von zwei kurzgekuppelten Fahrzeugen zum Tragen; Steuerwagen für 5047 wurden nicht beschafft.
Weitere vom 5047 bzw. 5147 abgewandelte Varianten wie eine dreiteilige, besser motorisierte Version mit Niederflur-Zwischenwagen (5247) oder ein Doppelstocktriebwagen (5048) verblieben im Projektstadium.

### Schienenbus-Beiwagen Reihen 7047 und 7147

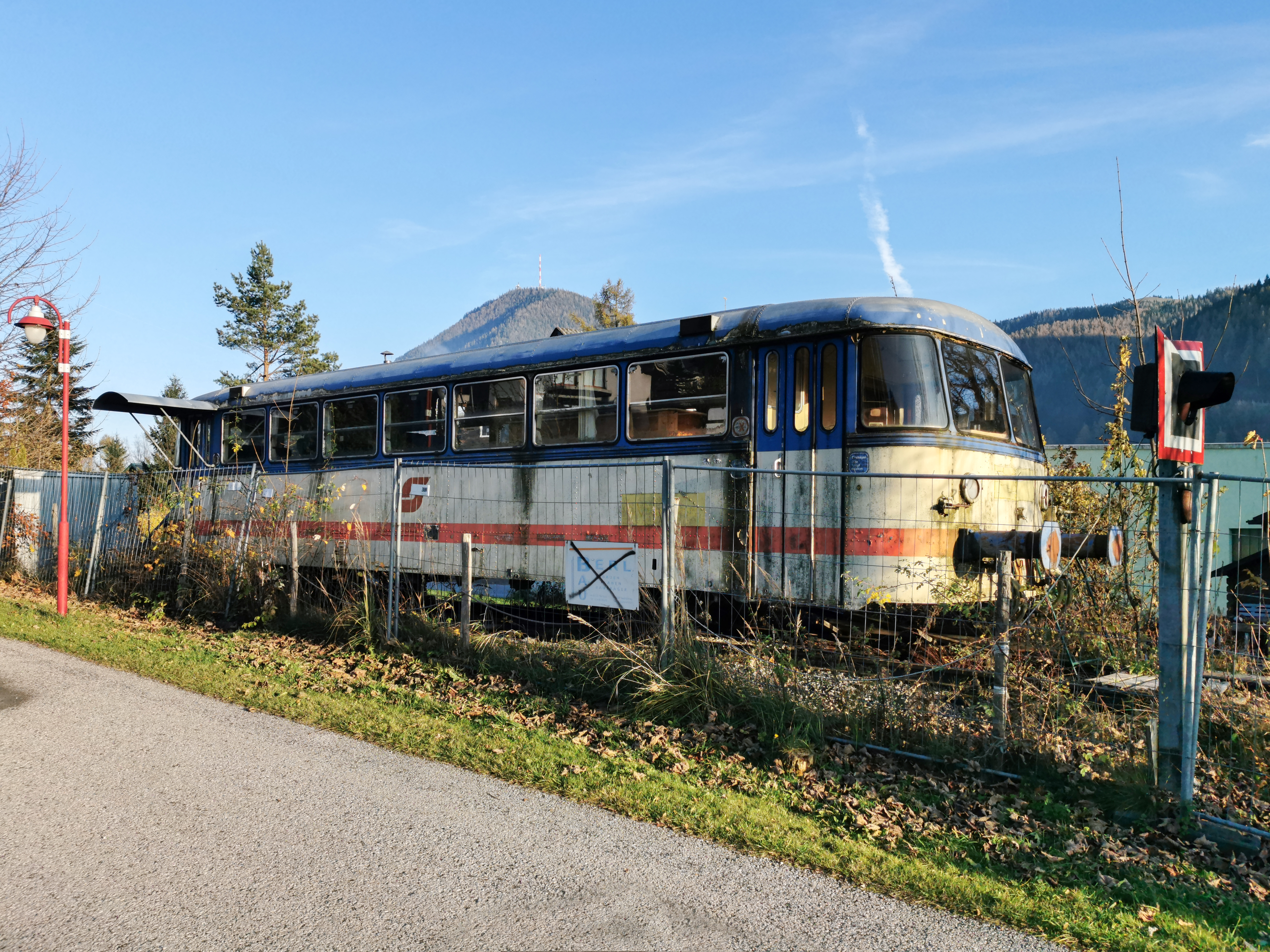
Für den Einsatz mit 5047 adaptierter Schienenbus-Beiwagen.

Einige Schienenbus-Beiwagen der Reihe 7081 wurden für den Verkehr mit den Triebwagen der Reihe 5047 (Lautsprechereinrichtung, Türsteuerung) zur Baureihe 7047 adaptiert und passend im selben Farbschema, allerdings ohne Hervorhebung der Türbereiche, lackiert. Zwei weitere 7081-Beiwagen wurden 1989 zu Fahrradbeiwagen der Reihe 7147 umgebaut (gleiche Adaptierung der elektrischen Ausrüstung wie 7047, nur ohne Lautsprechereinrichtung).

## Technik

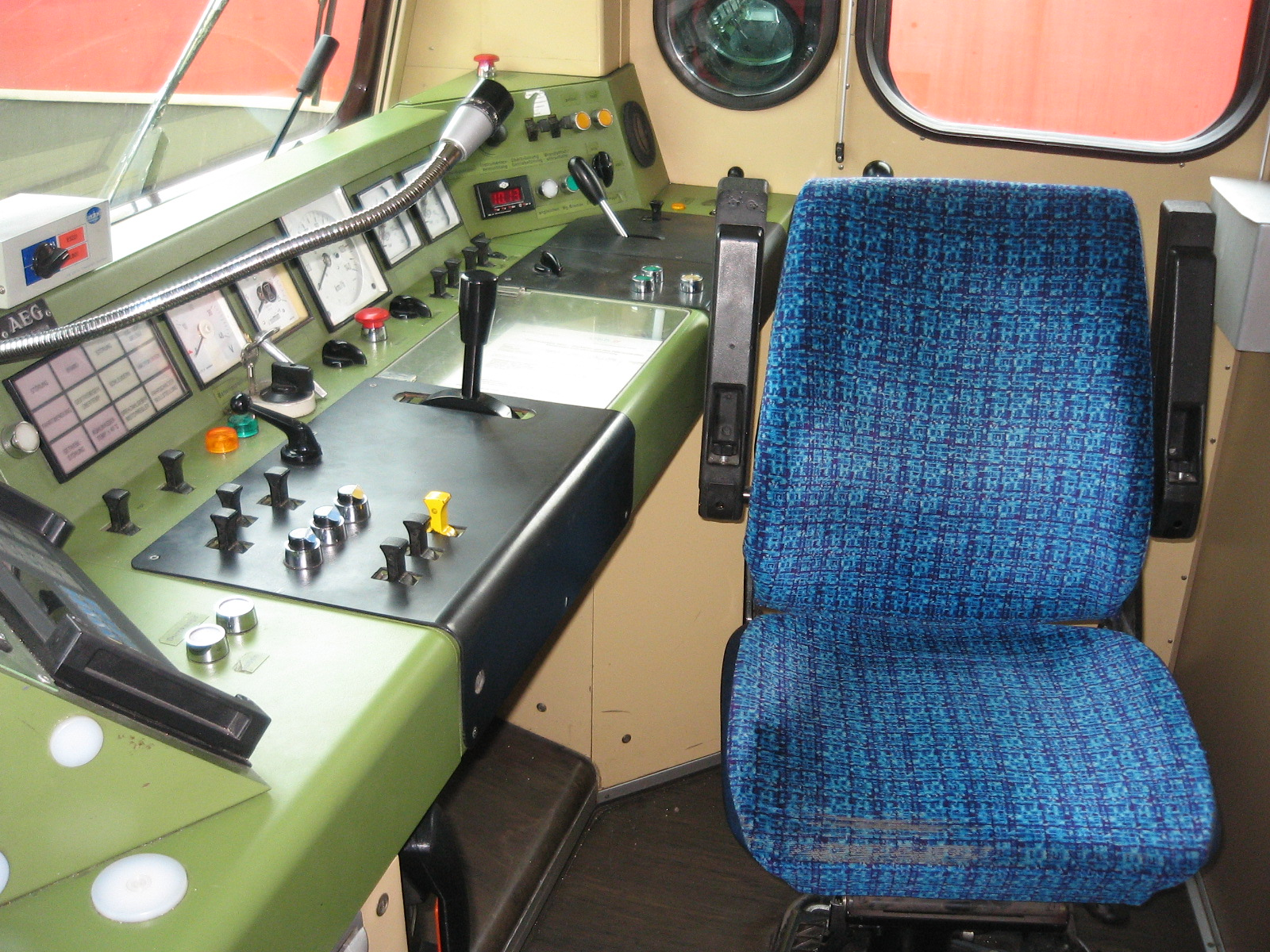
Führerstand

Im Gegensatz zu allen Triebwagen, die er ersetzte, mit Ausnahme des 5081, ist beim 5047 die gesamte Antriebsanlage unterflur angeordnet.
Angetrieben wird der Dieseltriebwagen Reihe 5047 von einem 12-Zylinder-V-Motor der Type Mercedes-Benz OM 444 bzw. MTU 12V183TC12 mit 21,93 l Hubraum und einer Leistung von 419 kW (570 PS). Der gleiche Motor ist auch in den Triebwagen DB-Baureihe 628.2 sowie ohne Ladeluftkühlung in den Baureihen 627.1 und 628.1 eingebaut. Die Kraftübertragung geschieht über ein Turbogetriebe mit zwei Drehmomentwandlern System Föttinger sowie einer Hydrodynamischen Bremse. Um die Kühlleistung zu erhöhen, wird bei der Betätigung der Hydrobremse die Motordrehzahl erhöht. Angetrieben wird das Drehgestell auf der dem Mehrzweckraum abgewandten Seite. Dieses Drehgestell nimmt auch die Magneten für die Indusi bzw. in neuerer Zeit der PZB auf. Am Laufdrehgestell unter dem Mehrzweckraum ist die Magnetschienenbremse befestigt.
Ursprünglich waren alle 5047 mit einer Indusi-I60-Anlage, analogem Zugfunk und GPS für den Zugleitbetrieb ausgestattet. Mit der Umstellung auf GSM-R Funk wurden auch die Funkgeräte getauscht. Seit 2022 wird nach und nach die Indusi gegen eine PZB90 ersetzt. Seit 1. Jänner 2025 ist PZB90 für personenbefördernde Züge am Netz der ÖBB Pflicht.
Ab dem 61. gelieferten Triebwagen (5047 061) wurden alle darauffolgenden Triebwagen mit Ausnahme jener für die Steiermärkischen Landesbahnen mit einer Vakuum-Toilette anstelle des Fallrohres ausgestattet.

## Außen- und Innengestaltung
Die Form- und Farbgestaltung der Serie wurde von Wolfgang Valousek entwickelt und unterschied sich von den davorgehenden Triebwägen der ÖBB. Während diese bis dahin linear lackiert wurden und als Triebwagenfarbe ultramarinblaue Streifen auf elfenbein aufwiesen, erhielt die Reihe 5047 weitere farbliche Elemente, wie eine Umrandung der Führerstandsfenster und Schrägen im Bereich der Triebwagenenden, wodurch der Einstiegsbereich farblich hervorgehoben wurde. Das ultramarinblau der Triebwagen auf elfenbein blieb in diesem Valousek-Design zwar grundsätzlich erhalten, wurde jedoch durch blutorange Elemente ergänzt und weiterentwickelt.
Die Triebwagen 5047 001 bis 032 wurden ab Werk in RAL 1014 Elfenbein, RAL 5002 Ultramarinblau und RAL 2002 Blutorange lackiert, 033 bis 100 erhielten ein im Wesentlichen unverändertes Design mit neuen Farben in RAL 7038 Achatgrau, RAL 5002 Ultramarinblau und RAL 3020 Verkehrsrot.

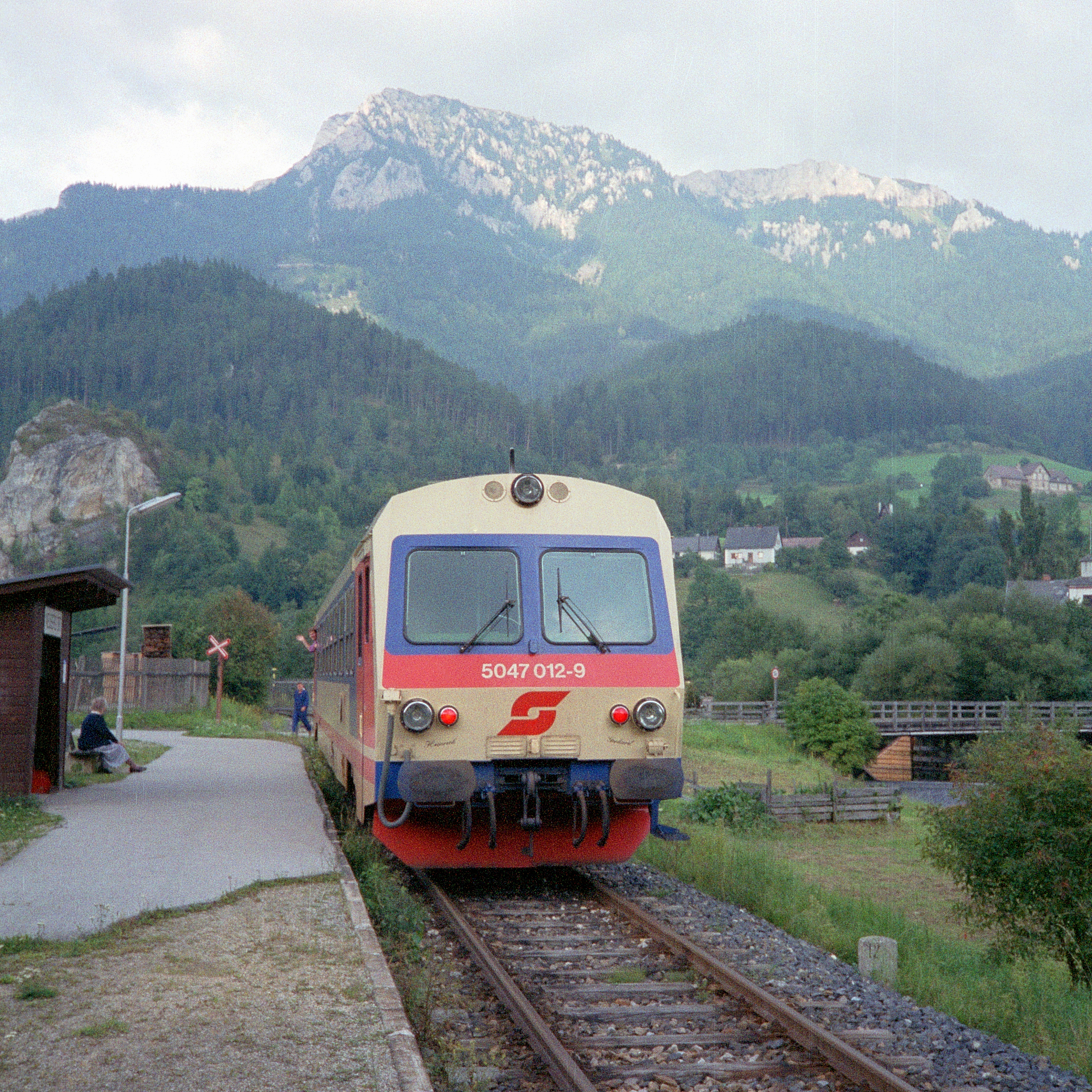
5047 012 in Neuberg an der Mürz im ursprüngliches Design in elfenbein
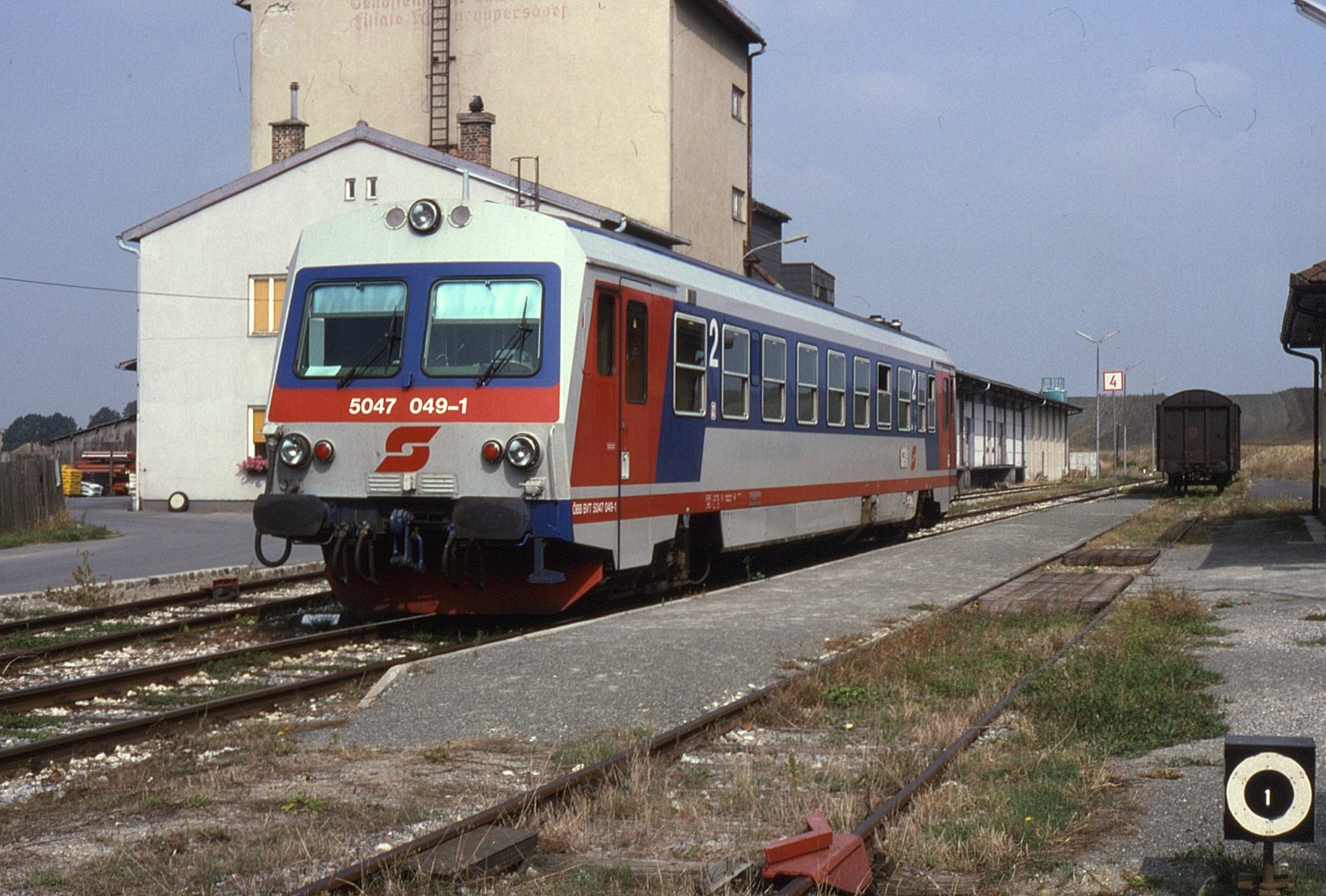
5047 049 im achtgrauen Design auf der Bahnstrecke Bad Pirawarth–Dobermannsdorf
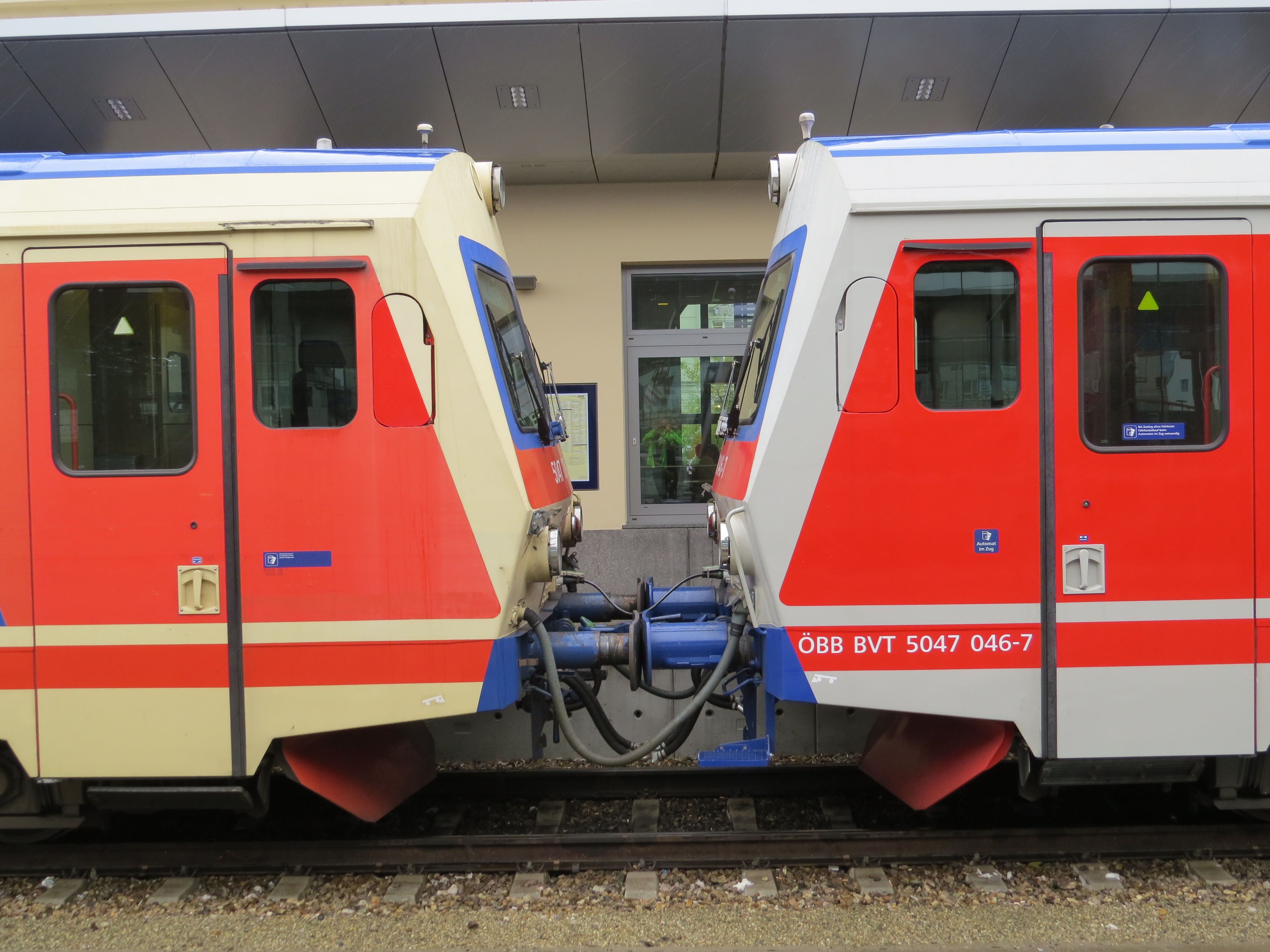
Unterschiede im Design zwischen der elfenbeinen und achatgrauen Variante
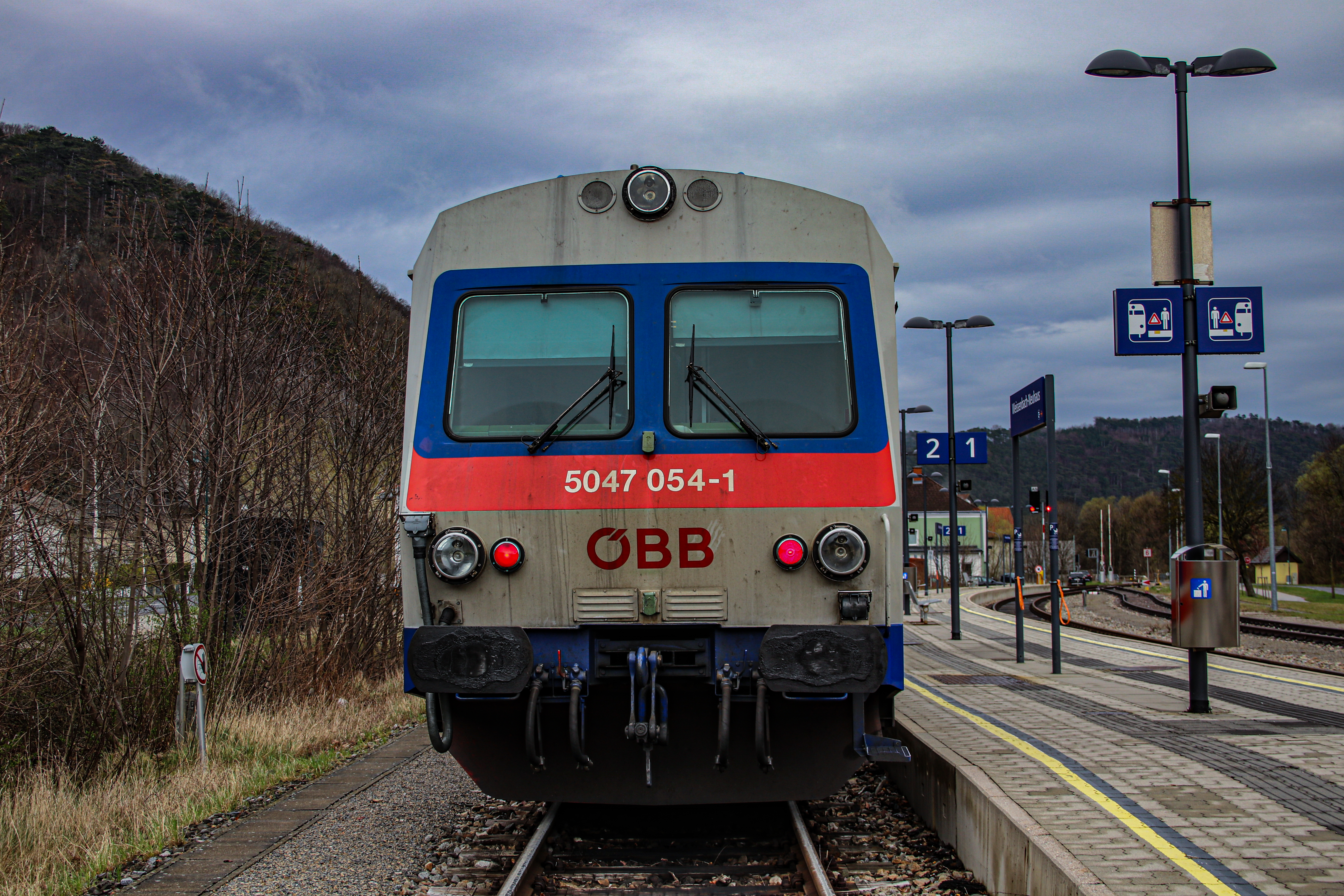
5047 054 in Weissenbach-Neuhaus, im achatgrauen Design,  mit neuer ÖBB-Wortmarke
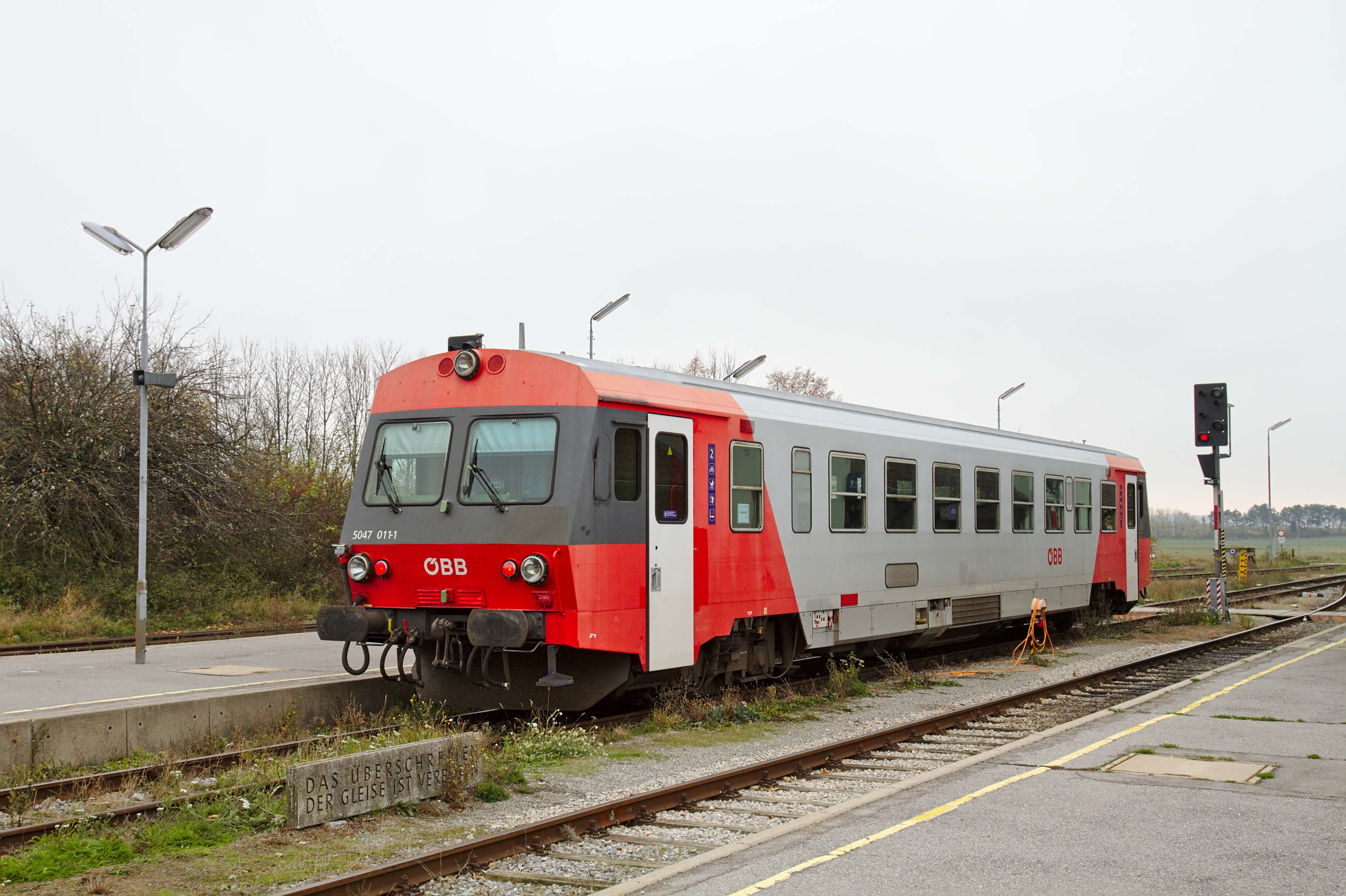
5047 011 nach dem Redesign in Groß Schweinbarth

Ab 2004 erhielten auch Triebwagen der Reihe 5047 das neue ÖBB Corporate Redesign (Schrägdesign) für den Nahverkehr in RAL 3020 Verkehrsrot und NCS 2502 Hellgrau mit Teilen der Front in RAL 7022 Umbragrau. Die Fahrzeuge 003–009, 011, 012, 014, 018 und 019 bekamen Neulack sowie eine Überarbeitung des Innenraums mit neuen Sitzbezügen in blau, gedämpfteren Farben sowie Entfernung der Trennwand, welche ehemals Nichtraucher- und Raucherbereiche teilte. Die Fahrzeuge 021, 026, 061, 090, 094, 097 und 099 bekamen ebenso dieses Lackdesign, behielten jedoch die originale Inneneinrichtung.

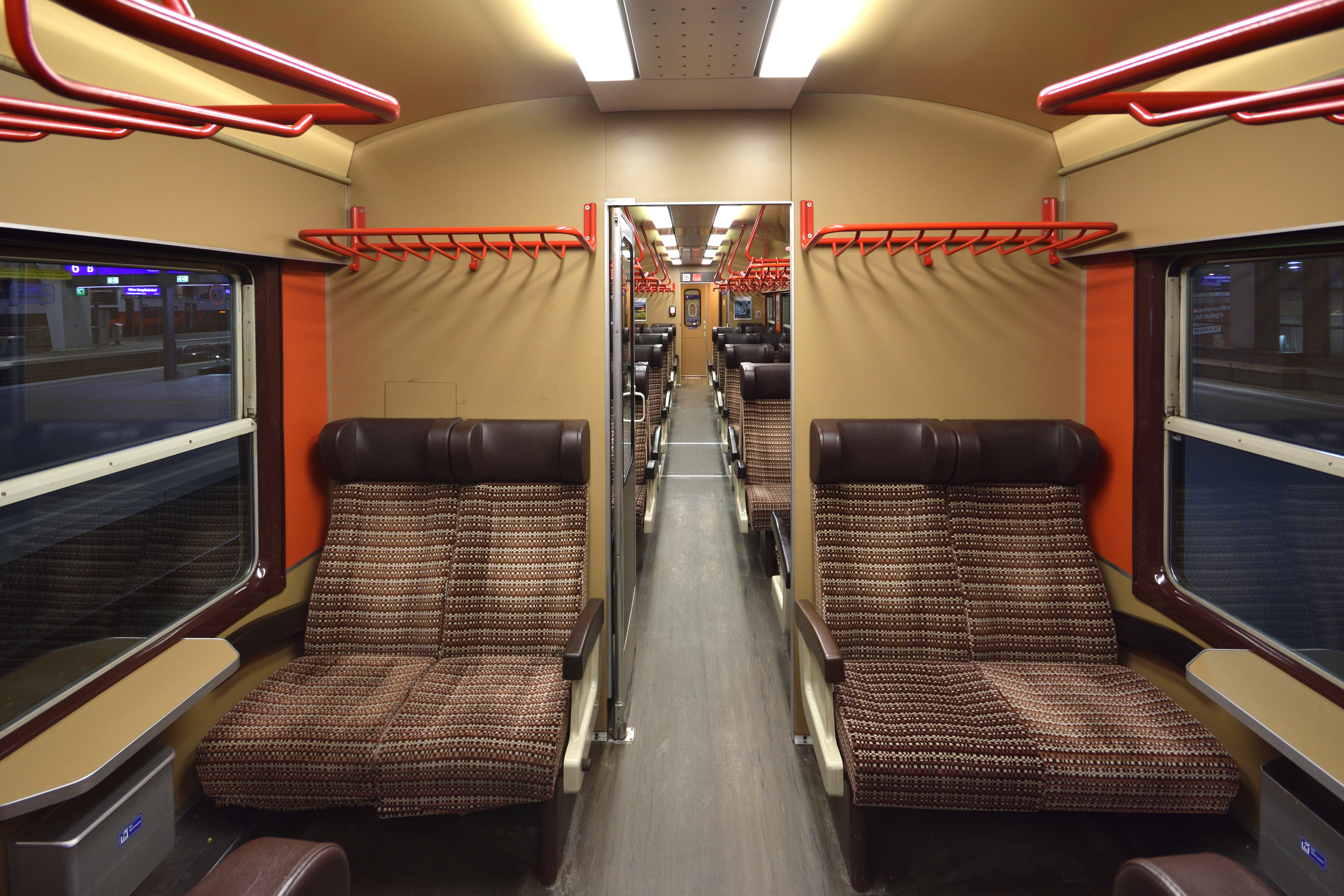
Innendesign im ursprünglichen Zustand
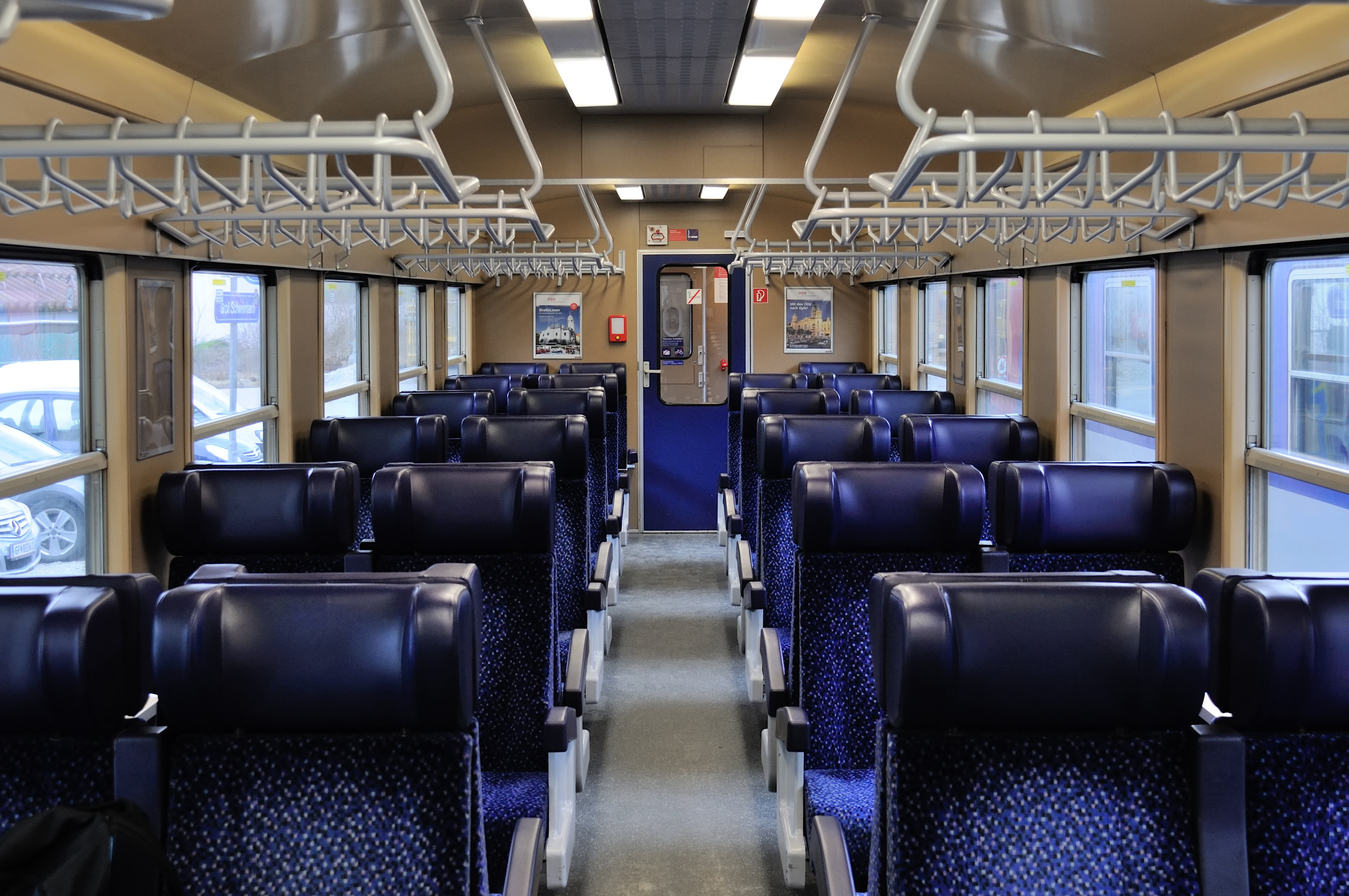
Innenraum nach Redesign
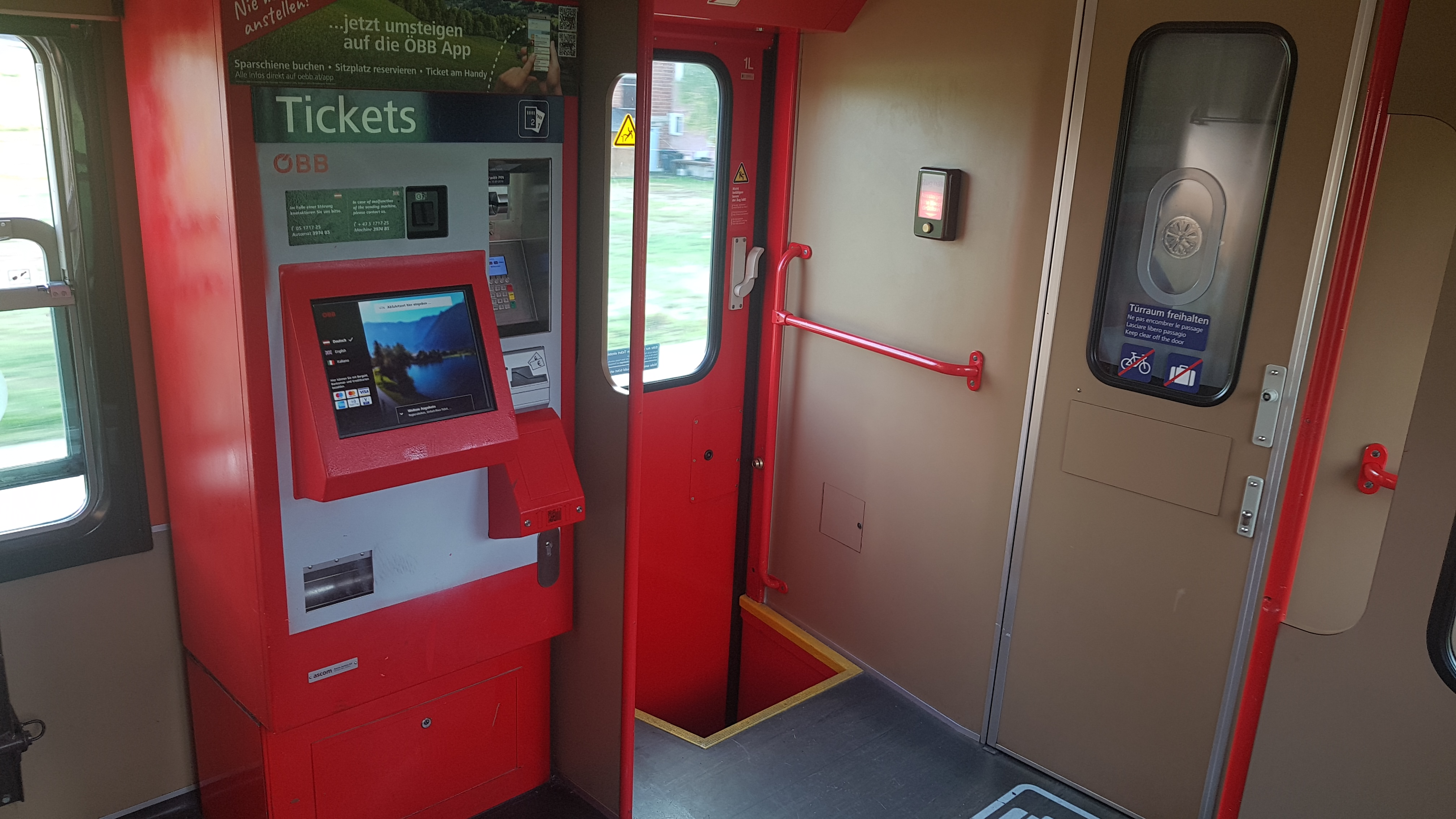
Fahrscheinautomat
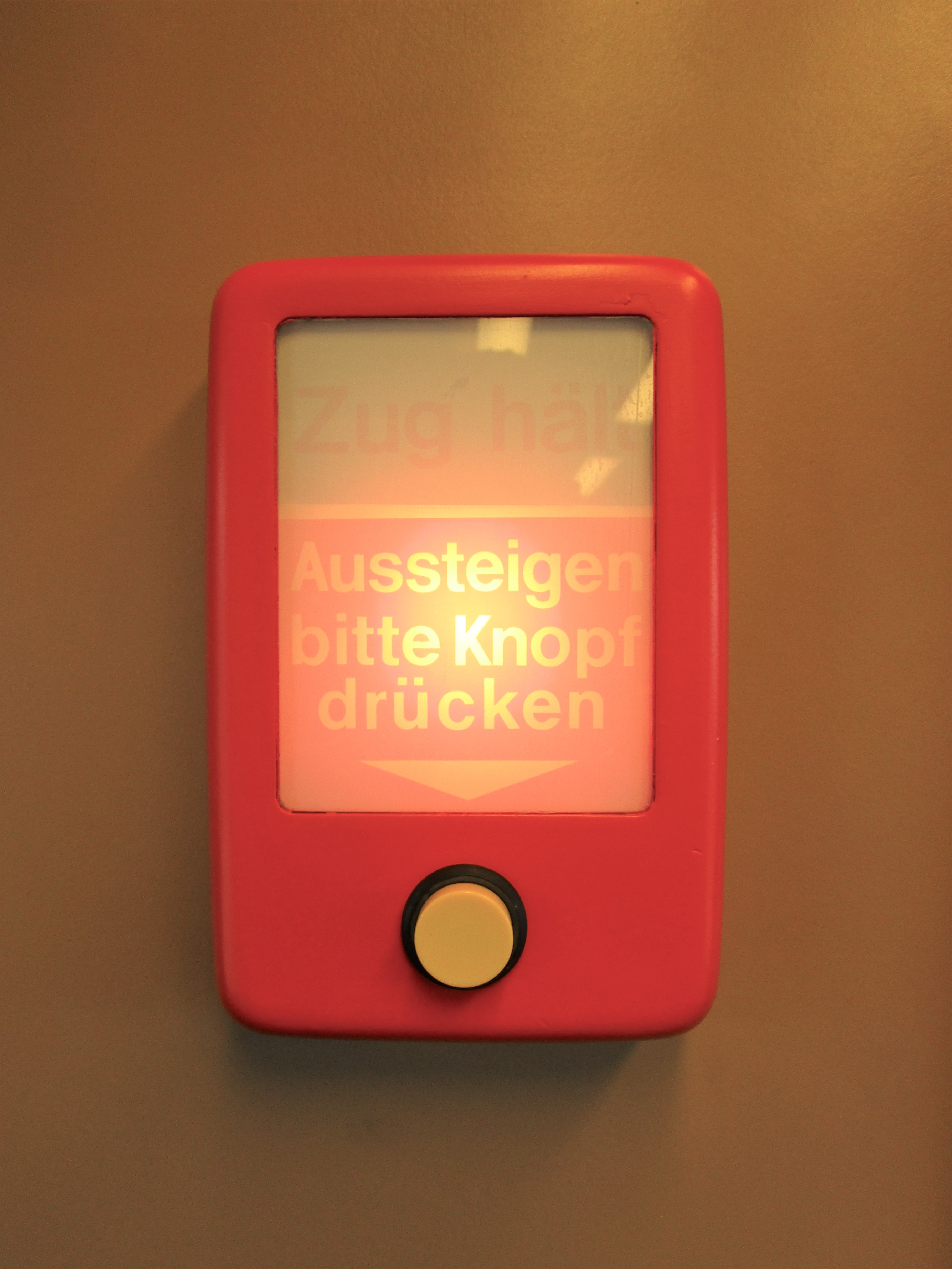
Haltewunschtaste im Wageninneren
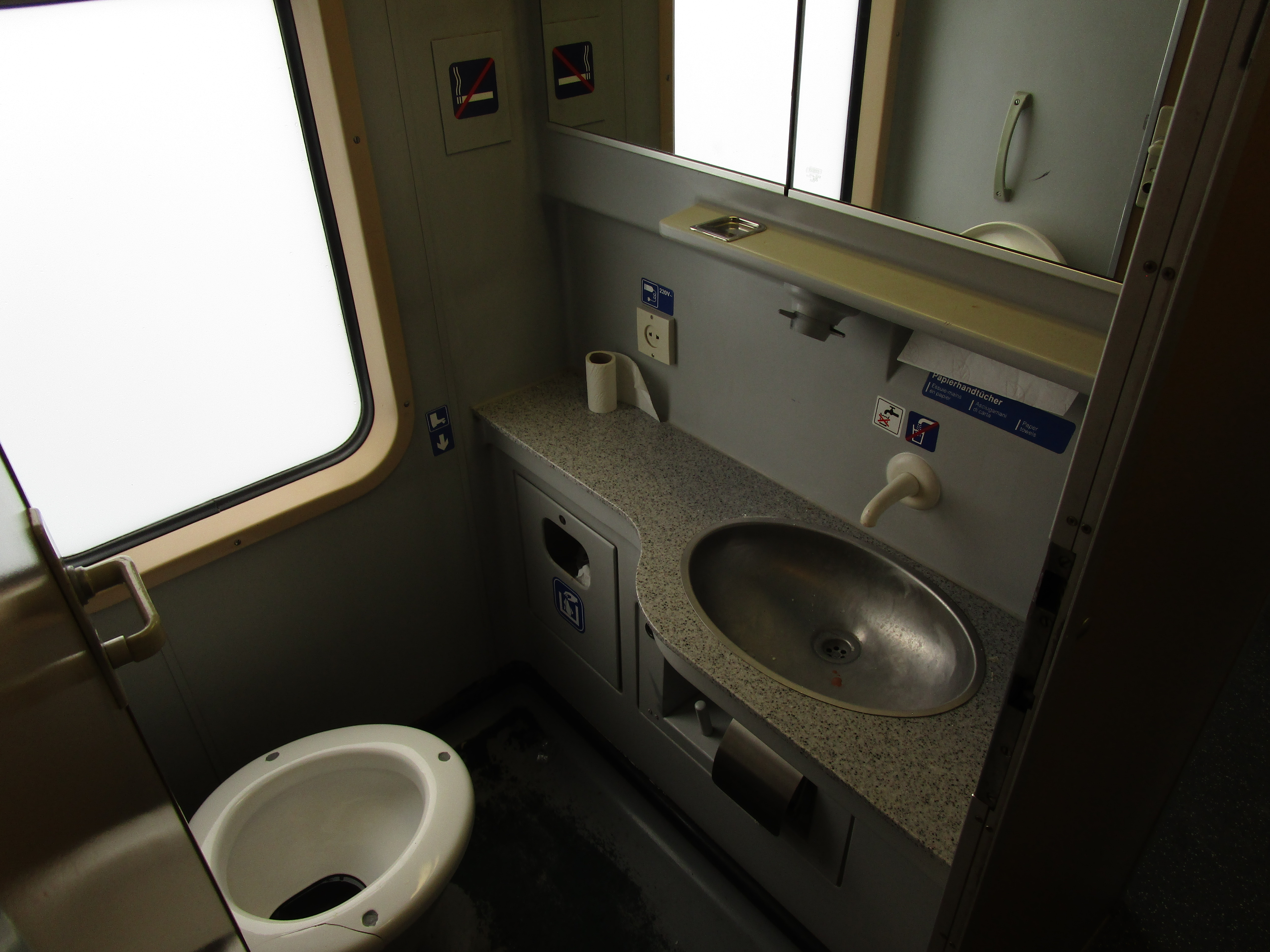
WC

Aufgrund des Einmannbetriebs erhielten die Fahrzeuge von Anfang an Haltewunschtasten. Ursprünglich erfolgte der Fahrkartenverkauf durch den Triebfahrzeugführer, wozu eine Klappe und eine Sprechluke im Tür zum Führerstand vorhanden war. Nach und nach wurden Fahrscheinautomaten eingebaut, welche an einem Wagenende platziert sind.

## Einsatz

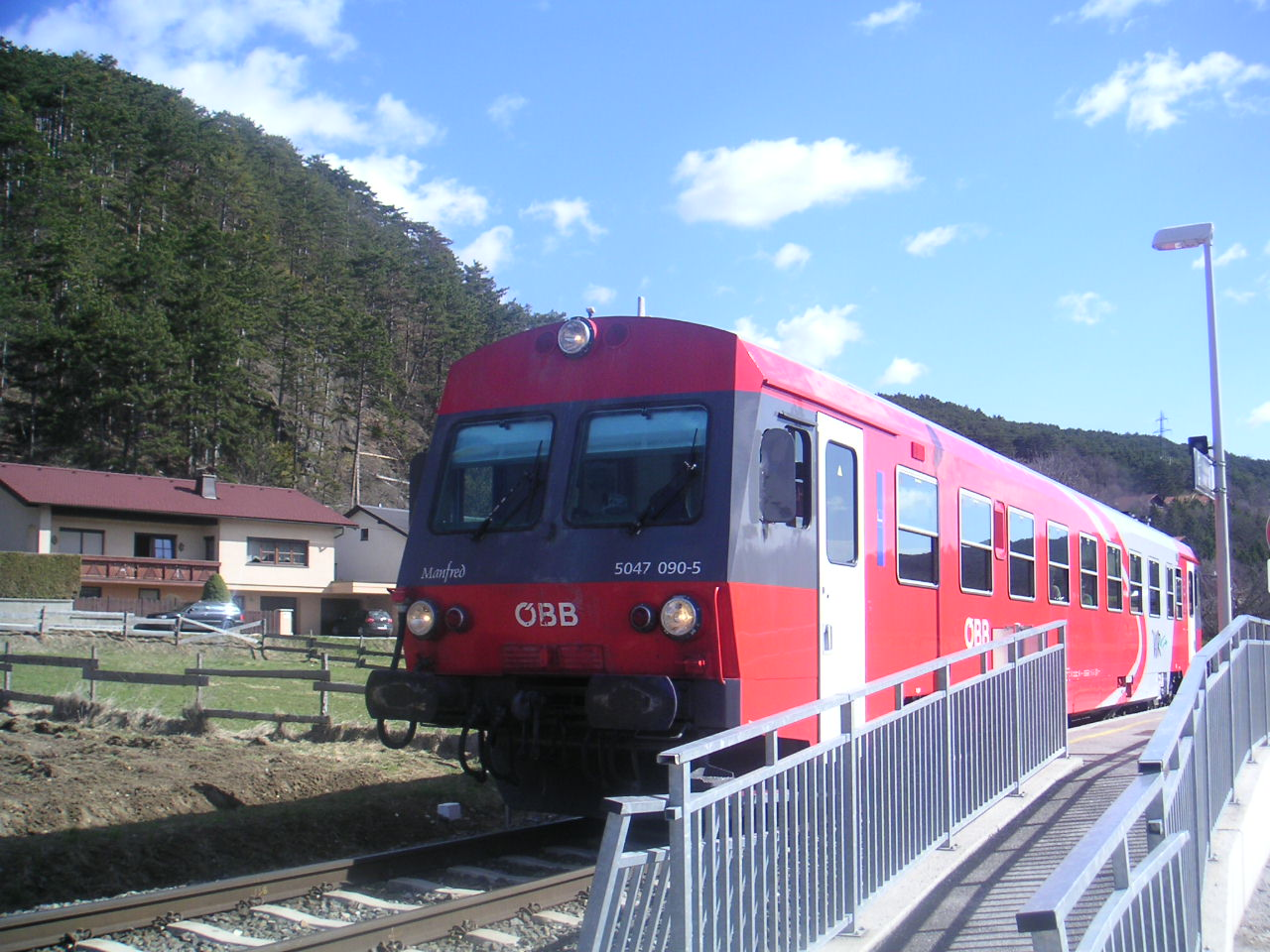
5047 090 im abgewandelten Schrägdesign

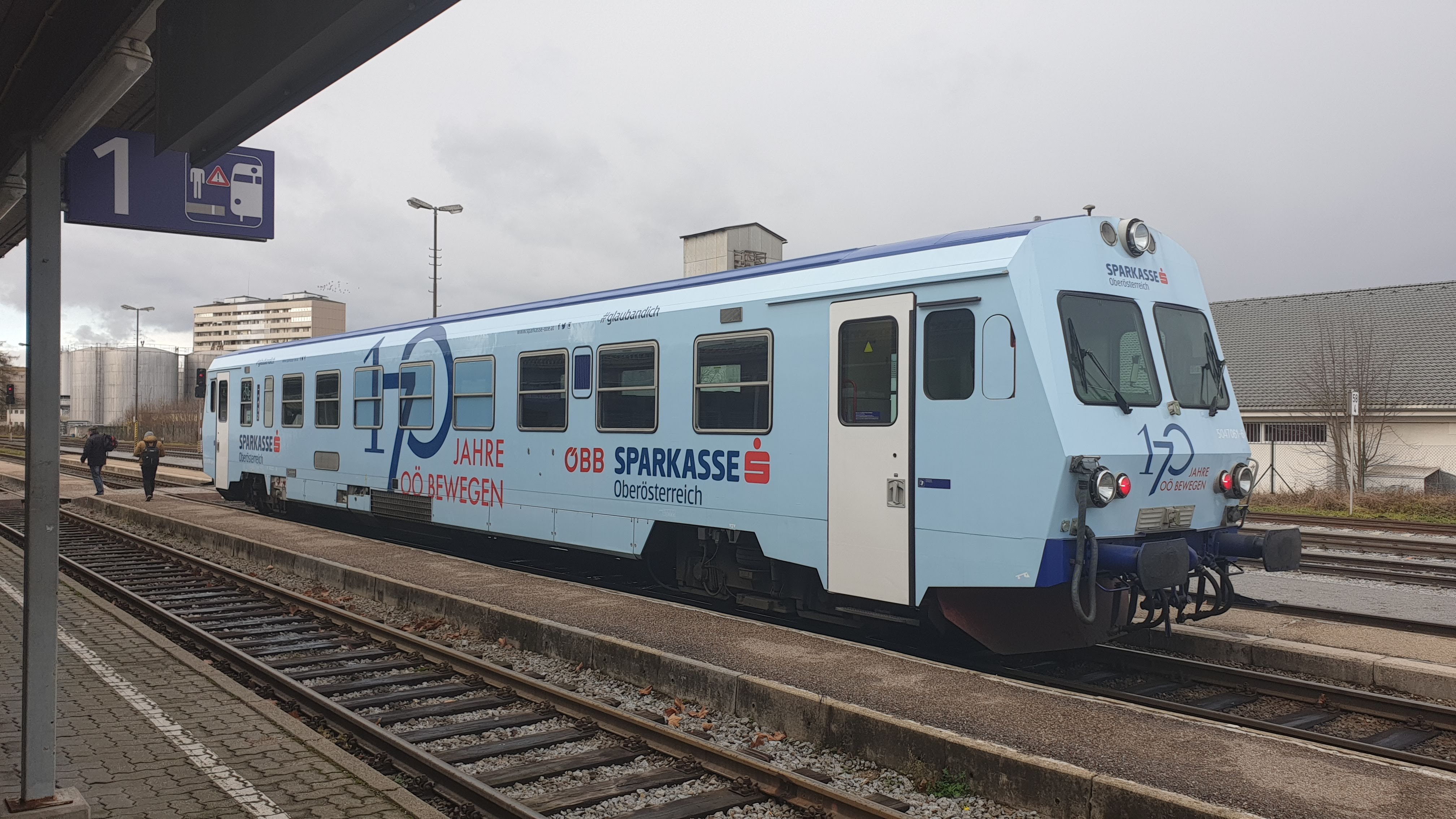
5047 061 mit Ganzreklame 170 Jahre Sparkasse Oberösterreich in Braunau am Inn

Die Triebwagen kamen im gesamten nichtelektrifizierten Streckennetz der ÖBB und in Grenzgebiete nach Deutschland, Ungarn und in die Slowakei zum Einsatz.
Im Fahrplanjahr 2025 sind die Triebwägen weiterhin in den östlichen Bundesländern auf Strecken im Verkehrsverbund Ost-Region und in Oberösterreich im Einsatz, vorwiegend auf nicht-elektrifizierten Regionalbahnen:
- Erlauftalbahn
- Leobersdorfer Bahn
- Traisentalbahn
- Kremser Bahn
- Kamptalbahn
- Aspangbahn
- Gutensteiner Bahn
- Schneebergbahn
- Mattersburger Bahn
- Innkreisbahn
- Salzkammergutbahn im Abschnitt: Attnang-Puchheim-Schärding (Hausruckbahn)
- Almtalbahn
- Mühlkreisbahn
- Mattigtalbahn

Auf der Schneebergbahn, der Gutensteiner Bahn und der Mattigtalbahn wurden sie weitgehend durch die Reihe 5022 bzw. im letzten Falle durch die Baureihe 642 der DB ersetzt. Seit Dezember 2024 sind auch auf der Kremser Bahn, der Kamptalbahn und der Erlauftalbahn neben der Reihe 5047 Triebwagen der Reihe 5022 im Einsatz.
Auf der Bahnstrecke Wiener Neustadt–Sopron kommt die Reihe 5047 nach Ungarn. Auf der Innkreisbahn kommen sie planmäßig zum Grenzbahnhof Simbach(Inn) in Deutschland.
Auf der Mühlkreisbahn werden in den Sommermonaten zwei Zugpaare planmäßig mit Fahrradwagen geführt.
Eingesetzt werden sie von Linz; Urfahr/Rottenegg; Krems und Wiener Neustadt Neustadt aus. Früher waren sie auch in Villach, Klagenfurt, Wien Ost, Graz, Wels, Mürzzuschlag, Innsbruck und Knittelfeld beheimatet.
Baugleiche Triebwagen sind/waren bei folgenden Privatbahnen im Einsatz:
- Steiermarkbahn und Bus GmbH (bis 2025)
- Raaberbahn AG
- Norddeutsche Eisenbahngesellschaft

## Verbleib und Ausblick

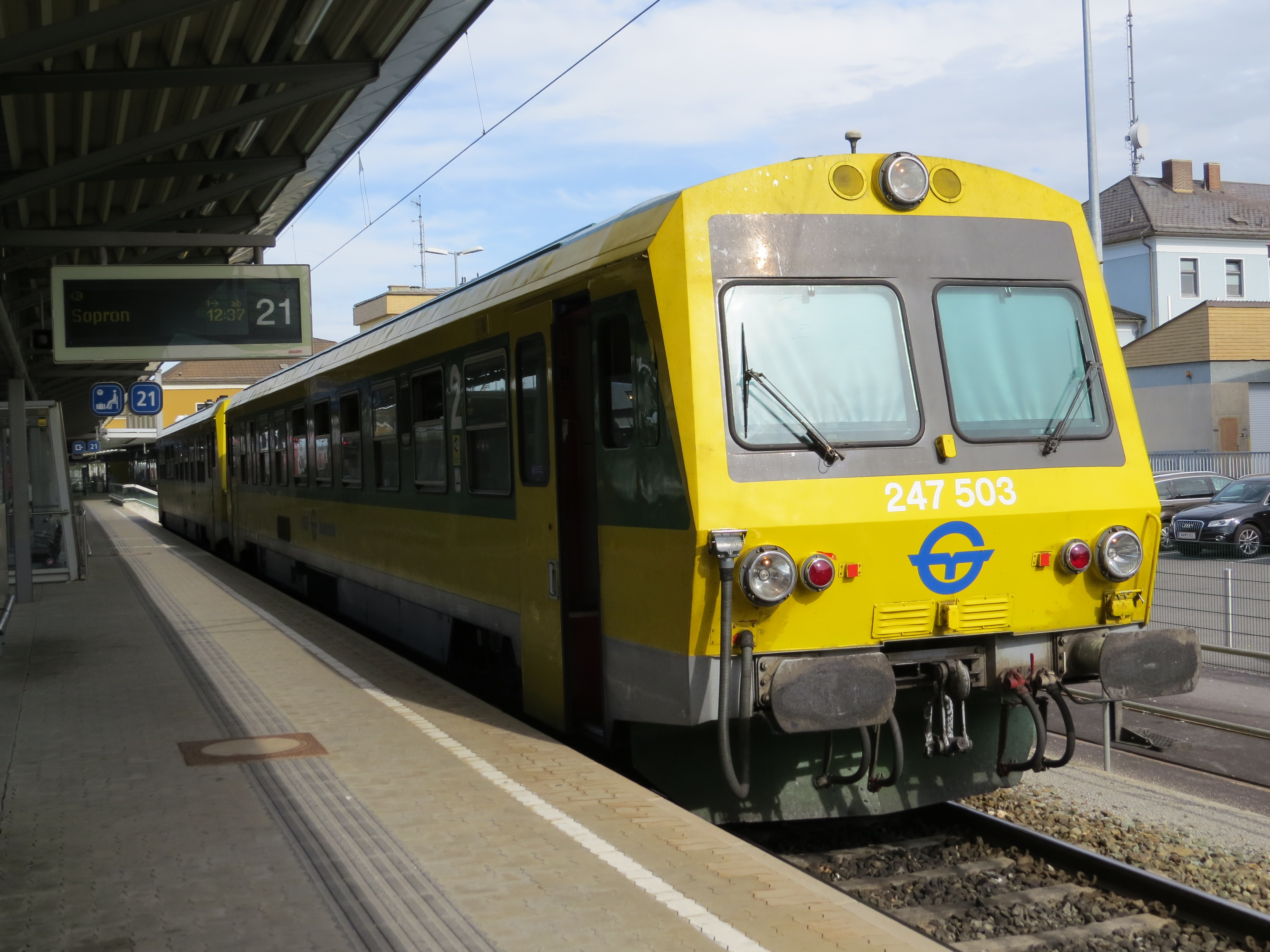
An die Raaberbahn verkaufter 5047 in Wiener Neustadt

Durch die Beschaffung von Niederflur-Dieseltriebwagen Reihe 5022 der Bauart Desiro Classic wurden seit 2005 nach und nach 5047 auf einigen Strecken abgelöst. Weiters ist das Einsatzgebiet durch Streckenauflassungen, etwa der Einstellung der Donauuferbahn in der Wachau 2010 und der letzten Strecken des Schweinbarther Kreuzes 2019 sowie durch Elektrifizierungen, etwa der Marchegger Ostbahn, geschrumpft. Durch weitere Elektrifizierungen, auch von Strecken, wo 5047 nicht mehr zum Einsatz kamen, wurde der Gesamtbedarf an Dieseltriebwagen nach und nach geringer, sodass weitere Fahrzeuge abgestellt bzw. abgegeben wurden. Weitere aktuelle Einsatzgebiete, wie etwa die Traisentalbahn, werden derzeit elektrifiziert. Auch durch fahrzeugseitige Elektrifizierung wird in den kommenden Jahren, voraussichtlich ab 2028, mit der Einlieferung von Akkutriebwagen des Typs Stadler Flirt bei den ÖBB 5047 ersetzt, zunächst auf der Kamptalbahn.
Die sieben Fahrzeuge 5047 008, 020, 031, 044, 062, 068 und 100 wurden 2011 an die Raaberbahn AG (GySEV) verkauft und als 247 503–509 eingereiht. Sie sind heute vorrangig in Westungarn im Einsatz.
Mit dem 5047 074, welcher Sommer 2016 auf der Almtalbahn einen Unfall mit einem LKW hatte, wurde der erste 5047 zwischen 8. und 11. Oktober 2017 zerlegt. Der 5047 017, der im Oktober 2016 auf der Erlauftalbahn mit einem entrollten Güterzug zusammenstieß und schwer beschädigt wurde, wurde als zweites Fahrzeug der Reihe kassiert. Im April 2019 kollidierte der in Doppeltraktion mit dem 5047 057 führende 5047 095 auf einem unbeschrankten Bahnübergang der Marchegger Ostbahn nahe der Seestadt Aspern mit einem LKW. Bald darauf, im September 2019, kollidierte der 5047 057 ebenfalls auf einem unbeschrankten Bahnübergang auf der Marchfeldbahn zwischen Gänserndorf und Oberweiden mit einem Sattelzug und brannte daraufhin aus. Mit 5047 070, welcher Anfang April 2022 auf der Mühlkreisbahn einen Felsen rammte, wurde der fünfte 5047 wegen eines Unfalls ausgemustert. 5047 030 bekam im Jänner 2023 einen größeren Brandschaden und wurde infolgedessen ebenfalls ausgemustert.
Wegen der Aufnahme des elektrischen Betriebs auf der Marchegger Ostbahn und der Rosentalbahn zwischen Klagenfurt und Weizelsdorf und des daraus resultierenden Überschusses an Dieseltriebwagen wurden um Jahreswechsel 2022/23 die Fahrzeuge 5047 015, 026 und 049 abgestellt. Im Sommer 2023 folgte 5047 055.
Die Steiermarkbahn und Bus GmbH verkaufte ihre beiden Triebwägen in einem betriebsfähigen Zustand im Jänner 2025 an den Verein Neue Landesbahn in Mistelbach, welche die beiden Garnituren in ihren Museumsstand aufnahmen. Ersetzt wurden diese durch Gebrauchtfahrzeuge des Typs Bombardier Talent.